# Levinella thalassae
Levinella thalassae is een sponssoort in de taxonomische indeling van de kalksponzen (Calcarea). De spons leeft in de zee en zijn steencel bestaat uit calciumcarbonaat.
De spons behoort tot het geslacht Levinella en behoort tot de familie Levinellidae. De wetenschappelijke naam van de soort werd voor het eerst geldig gepubliceerd in 1986 door Borojevic & Boury-Esnault.